# Aethalura intermedia
Aethalura intermedia là một loài bướm đêm trong họ Geometridae.